# Krumpendorf am Wörthersee
Krumpendorf am Wörthersee (fino al 1987 Krumpendorf, fino al 2012 Krumpendorf am Wörther See) è un comune austriaco di 3 484 abitanti nel distretto di Klagenfurt-Land, in Carinzia. Si trova sulla riva nord del Wörthersee.
Nel 1920 ha ceduto alla città di Klagenfurt am Wörthersee la località di Sankt Primus e nel 1938 quella di Gurlitsch.